# Ross (cràter)
|  | No s'ha de confondre amb Ross (cràter marcià) o Rost (cràter). |

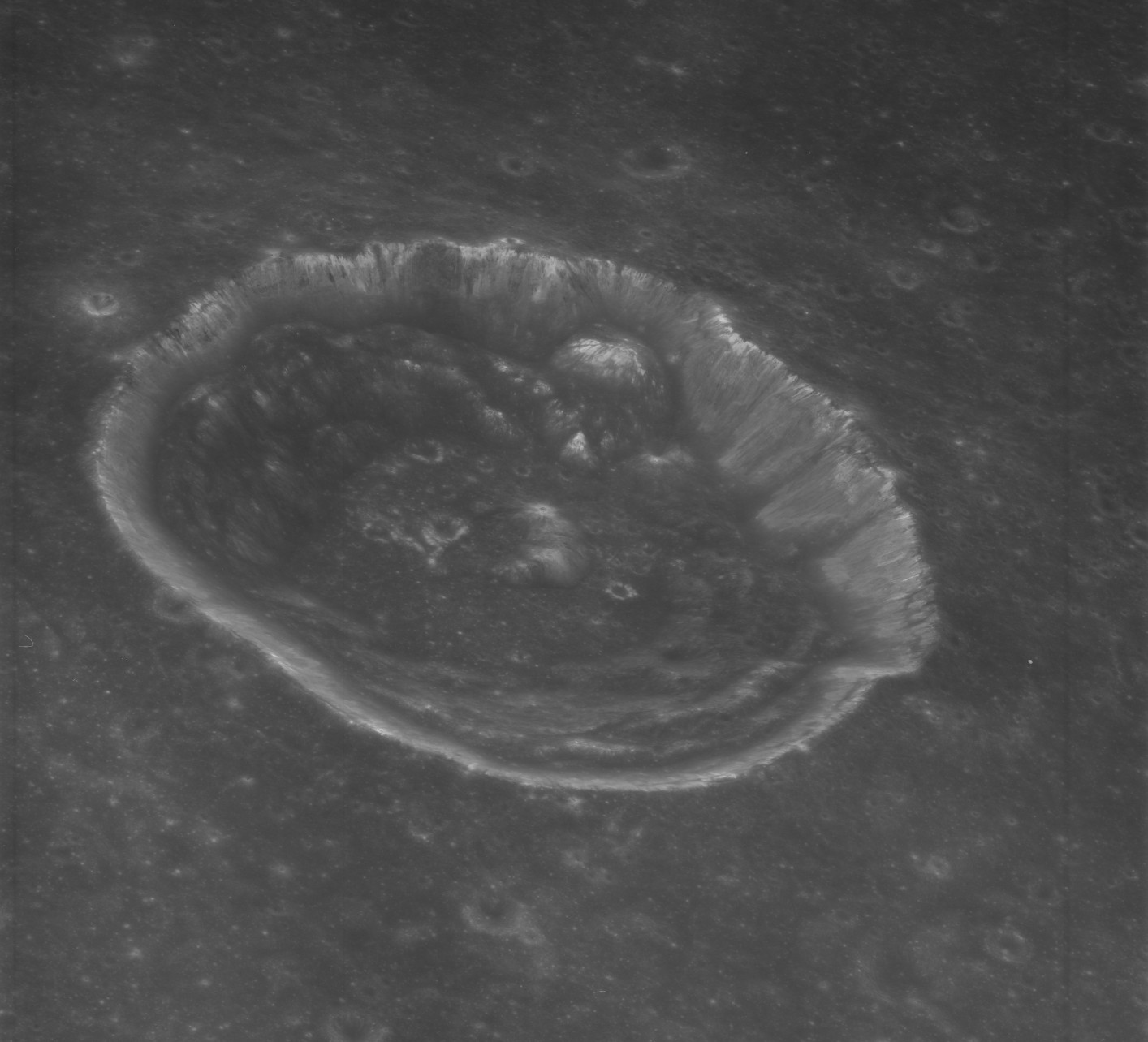
Fotografia de la missió Apollo 15

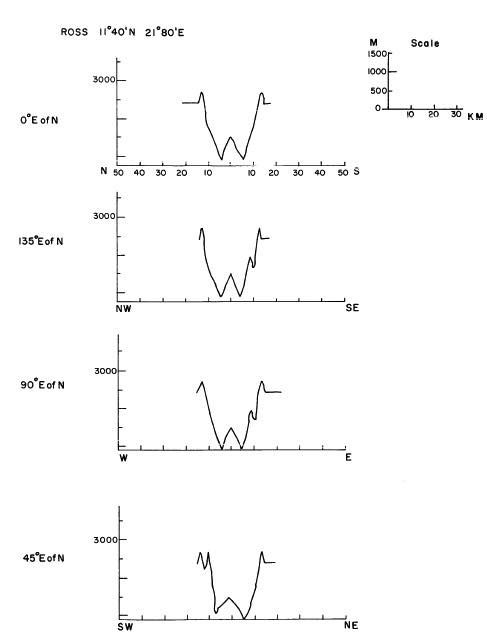
Perfils transversals

Ross és un cràter d'impacte lunar localitzat en la parteix nord-oest de la Mare Tranquillitatis. S'hi troba al Sud-Sud-Oest del cràter Plini, i al Nord-Oest de Maclear, inundat de lava.

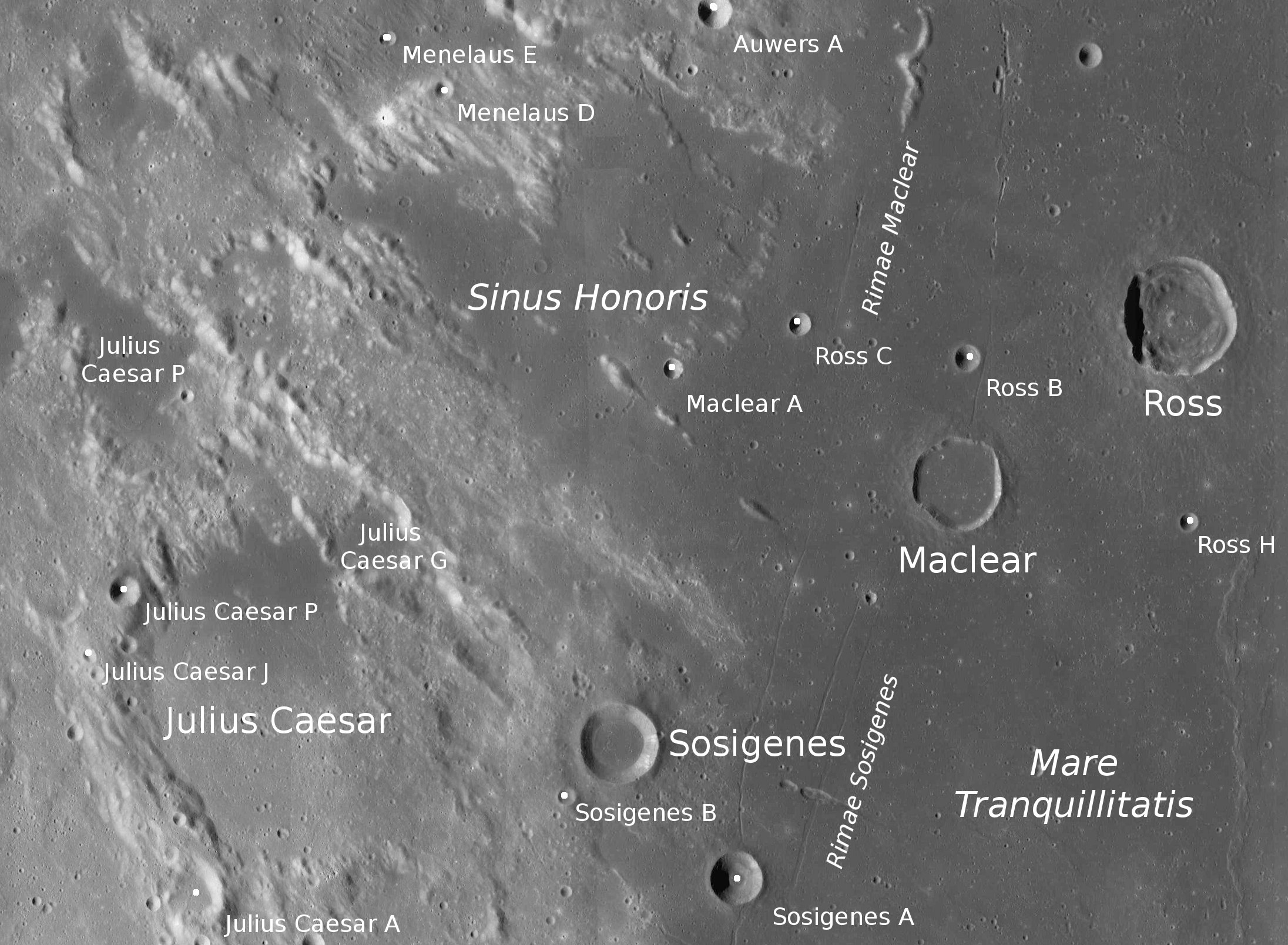
Entorn de Ross (situat per sobre de centre de la vora dreta de la imatge)

Aquest cràter té una forma bastant circular, encara que una mica asimètrica. Les parets interiors presenten una sèrie de zones desplomades, dipositades sobre un sòl interior relativament a nivell. Posseeix una elevació a l'oest del punt central del cràter.

## Cràters satèl·lit
Per les característiques de la síntesi de la convenció són identificades en mapes lunars posant la lletra en el costat del punt central del cràter si està més prop de Ross.
|      | \| Ross \| Coordenades \| Diàmetre \| \| ---- \| ------------------------------------ \| -------- \| \| B \| 11° 24′ N, 20° 12′ E / 11.4°N,20.2°E \| 6 km \| \| C \| 11° 42′ N, 19° 00′ E / 11.7°N,19.0°E \| 5 km \| \| D \| 12° 36′ N, 23° 18′ E / 12.6°N,23.3°E \| 9 km \| \| E \| 11° 06′ N, 23° 24′ E / 11.1°N,23.4°E \| 4 km \| \| F \| 10° 54′ N, 24° 12′ E / 10.9°N,24.2°E \| 5 km \| \| G \| 10° 42′ N, 24° 54′ E / 10.7°N,24.9°E \| 5 km \| \| H \| 10° 12′ N, 21° 48′ E / 10.2°N,21.8°E \| 5 km \| |          |
| Ross | Coordenades | Diàmetre |
| B    | 11° 24′ N, 20° 12′ E / 11.4°N,20.2°E | 6 km     |
| C    | 11° 42′ N, 19° 00′ E / 11.7°N,19.0°E | 5 km     |
| D    | 12° 36′ N, 23° 18′ E / 12.6°N,23.3°E | 9 km     |
| E    | 11° 06′ N, 23° 24′ E / 11.1°N,23.4°E | 4 km     |
| F    | 10° 54′ N, 24° 12′ E / 10.9°N,24.2°E | 5 km     |
| G    | 10° 42′ N, 24° 54′ E / 10.7°N,24.9°E | 5 km     |
| H    | 10° 12′ N, 21° 48′ E / 10.2°N,21.8°E | 5 km     |